# Макс Джонстон (футболіст)
Макс Джо́нстон (англ. Max Johnston; нар. 26 грудня 2003, Мідлсбро) — шотландський футболіст, захисник австрійського клубу «Штурм» і збірної Шотландії.

## Клубна кар'єра

### «Мотервелл»
У віці 12 років почав займатися футболом у системі «Мотервелла». Перед початком сезону 2020–21 переведений до першої команди клубу. 13 лютого 2021 року дебютував в основному складі «Мотервелла» в матчі шотландського Прем'єршипу проти клубу «Гамільтон Академікал», замінивши Бевісу Мугабі.
1 вересня 2021 року на правах оренди перейшов у клуб «Квін оф зе Саут» до кінця сезону. 11 вересня в матчі проти «Рейт Роверз» дебютував у шотландському Чемпіоншипі. 6 листопада в поєдинку проти «Рейт Роверз» забив свій перший гол за клуб. Всього за час оренди провів 31 гру, відзначившись двома м'ячами.
6 вересня 2022 року відправився в сезонну оренду в інший клуб Чемпіоншипу «Коув Рейнджерс». 1 жовтня в матчі проти «Арброта» дебютував за нову команду, вийшовши в стартовому складі. 1 січня 2023 року достроково повернувся в «Мотервелл» з оренди, за період якої провів 12 зустрічей. 15 лютого 2023 року в поєдинку Прем'єршипу проти «Сент-Міррена» забив свій перший гол за клуб. За підсумками сезону 2022–23 був визнаний молодим гравцем року за версією Шотландської асоціації футбольних журналістів.

### «Штурм»
25 липня 2023 року перейшов в австрійський «Штурм», підписавши чотирирічний контракт. Після переходу почав виступати за резервну команду, за яку дебютував 6 серпня в матчі Другої ліги проти клубу «Ферст Вієнна». 15 серпня 2023 року дебютував в основному складі «Штурма» в поєдинку кваліфікації Ліги чемпіонів УЄФА проти нідерландського ПСВ, вийшовши на заміну Юсуфу Газибеговичу. 19 серпня в матчі проти «Аустрії» (Лустенау) дебютував в австрійській Бундеслізі. В своєму дебютному сезоні провів 29 поєдинків за «Штурм», допомігши команді оформити «золотий» дубль: виграти Бундеслігу та Кубок Австрії.
27 квітня 2025 року в матчі Бундесліги проти віденської «Аустрії» забив свій перший гол за «Штурм».

## Кар'єра в збірній
Виступав за збірні Шотландії до 16, до 19 і до 21 року.
16 жовтня 2023 року вперше викликаний до збірної Шотландії для участі в товариському матчі проти збірної Франції, замінивши Аарона Гікі. Втім на поле в цій зустрічі не виходив. 20 березня 2025 року в поєдинку плей-оф Ліги націй УЄФА проти збірної Греції дебютував за збірну Шотландії, вийшовши на заміну Біллі Гілмору.

## Особисте життя
Його батько Аллан — у минулому професіональний футболіст, що грав за збірну Шотландії; дядько Семмі також колишній футболіст.

## Статистика виступів

### Клубна статистика
Станом на 10 серпня 2025
| Клуб              | Сезон             | Чемпіонат         | Чемпіонат | Чемпіонат | Кубок | Кубок | Кубок ліги | Кубок ліги | Єврокубки | Єврокубки | Інші  | Інші | Всього | Всього |
| Клуб              | Сезон             | Дивізіон          | Матчі     | Голи      | Матчі | Голи  | Матчі      | Голи       | Матчі     | Голи      | Матчі | Голи | Матчі  | Голи   |
| ----------------- | ----------------- | ----------------- | --------- | --------- | ----- | ----- | ---------- | ---------- | --------- | --------- | ----- | ---- | ------ | ------ |
| Мотервелл         | 2020–21           | Прем'єршип        | 2         | 0         | 0     | 0     | 0          | 0          | 0         | 0         | –     | –    | 2      | 0      |
| Мотервелл         | 2021–22           | Прем'єршип        | 0         | 0         | 0     | 0     | 0          | 0          | –         | –         | –     | –    | 0      | 0      |
| Мотервелл         | 2022–23           | Прем'єршип        | 17        | 3         | 2     | 0     | 0          | 0          | 0         | 0         | –     | –    | 19     | 3      |
| Мотервелл         | Всього            | Всього            | 19        | 3         | 2     | 0     | 0          | 0          | 0         | 0         | –     | –    | 21     | 3      |
| → Квін оф зе Саут | 2021–22           | Чемпіоншип        | 25        | 2         | 2     | 0     | 0          | 0          | –         | –         | 4     | 1    | 31     | 3      |
| → Коув Рейнджерс  | 2022–23           | Чемпіоншип        | 11        | 0         | 0     | 0     | 0          | 0          | –         | –         | –     | –    | 11     | 0      |
| Штурм II          | 2023–24           | Друга ліга        | 7         | 0         | –     | –     | –          | –          | –         | –         | –     | –    | 7      | 0      |
| Штурм             | 2023–24           | Бундесліга        | 20        | 0         | 2     | 0     | –          | –          | 7         | 0         | –     | –    | 29     | 0      |
| Штурм             | 2024–25           | Бундесліга        | 19        | 1         | 2     | 0     | –          | –          | 5         | 0         | –     | –    | 26     | 1      |
| Штурм             | 2024–25           | Бундесліга        | 2         | 0         | 1     | 0     | –          | –          | 0         | 0         | –     | –    | 3      | 0      |
| Штурм             | Всього            | Всього            | 41        | 1         | 5     | 0     | 0          | 0          | 12        | 0         | –     | –    | 58     | 1      |
| Всього за кар'єру | Всього за кар'єру | Всього за кар'єру | 103       | 6         | 9     | 0     | 0          | 0          | 12        | 0         | 4     | 1    | 128    | 7      |

1. ↑  Матчі в Кубку виклику
2. ↑  Один матч в Лізі чемпіонів УЄФА, два матчі в Лізі Європи УЄФА, чотири матчі в Лізі конференцій УЄФА
3. ↑  Матчі в Лізі чемпіонів УЄФА

### Міжнародна статистика
Станом на 6 червня 2025 
| Збірна            | Сезон             | Товариські | Товариські | Офіційні | Офіційні | Всього | Всього |
| Збірна            | Сезон             | Матчі      | Голи       | Матчі    | Голи     | Матчі  | Голи   |
| ----------------- | ----------------- | ---------- | ---------- | -------- | -------- | ------ | ------ |
| Шотландія         |                   |            |            |          |          |        |        |
| 2025              | 1                 | 0          | 1          | 0        | 2        | 0      |        |
| Всього за кар'єру | Всього за кар'єру | 1          | 0          | 1        | 0        | 2      | 0      |

### Матчі за збірну
Станом на 6 червня 2025 
| Матчі Макса Джонстона за збірну Шотландії | Матчі Макса Джонстона за збірну Шотландії | Матчі Макса Джонстона за збірну Шотландії | Матчі Макса Джонстона за збірну Шотландії | Матчі Макса Джонстона за збірну Шотландії | Матчі Макса Джонстона за збірну Шотландії | Матчі Макса Джонстона за збірну Шотландії | Матчі Макса Джонстона за збірну Шотландії |
| №                                         | Дата                                      | Суперник                                  | Рахунок                                   | Голи                                      | Картки                                    | Хвилини                                   | Змагання                                  |
| ----------------------------------------- | ----------------------------------------- | ----------------------------------------- | ----------------------------------------- | ----------------------------------------- | ----------------------------------------- | ----------------------------------------- | ----------------------------------------- |
| 1                                         | 20 березня 2025                           | Греція                                    | 1–0                                       |                                           |                                           | 1'                                        | Ліги націй УЄФА 2024–25 (плей-оф)         |
| 2                                         | 6 червня 2025                             | Ісландія                                  | 1–3                                       |                                           |                                           | 80'                                       | Товариський матч                          |

Всього: 2 матчі / 0 голів; 1 перемога, 0 нічиїх, 1 поразка.

## Досягнення
«Штурм»
- Чемпіон Австрії (2): 2023–24[32], 2024–25[33]
- Володар Кубка Австрії: 2023–24[34]

Особисті
- Молодий гравець року за версією Шотландської асоціації футбольних журналістів: 2022–23[35]